# Israel Regardie
Israel Regardie (* 17. November 1907 in London; † 10. März 1985 in Sedona, Arizona) war ein britischer Okkultist, Magier, Psychoanalytiker und Reichianer. Gegen Ende seines Lebens bemühte er sich um eine zeitgemäße Wiederbelebung des Golden Dawn.

## Kindheit und Jugend
Er wurde ursprünglich als Francis Israel Regudy in London als Sohn jüdischer Eltern geboren. Im Alter von 13 Jahren emigrierte er mit seiner Familie in die USA. Obwohl noch nicht volljährig wurde er bereits 1926 Mitglied eines Rosenkreuzerkollegs der Societas Rosicruciana in America (SRiA), nicht zu verwechseln mit der älteren Societas Rosicruciana in Anglia (SRIA), und begann sich intensiv für Okkultismus zu interessieren.

## Okkultist und Magier
Nach kurzem brieflichen Kontakt wurde er 1928 Aleister Crowleys persönlicher Sekretär in Paris. Doch bereits 1932 trennten sie sich wieder voneinander. 1933 wurde Regardie durch die Unterstützung von Dion Fortune Mitglied der Stella Matutina, einer Nachfolgeorganisation des Hermetic Order of the Golden Dawn, wo er unter dem Ordensmotto Ad Majorem Adonai Gloriam (= Zur größeren Ehre Gottes) in den Hermes-Tempel in Bristol initiiert wurde. In kurzer Zeit durchlief er das Gradsystem bis zum Adeptus Minor. Im Dezember 1934 verließ er den Orden, da es zu Auseinandersetzungen zwischen ihm und der Führung kam.
Er sammelte einen Großteil der Dokumente des Ordens und stellte von 1937 bis 1940 das vierbändige Werk The Golden Dawn zusammen, das als eine Enzyklopädie der okkulten Tradition des Westens angesehen werden kann. Diese Veröffentlichung brachte ihm die Feindschaft vieler ehemaliger Mitglieder ein, die ihn fortan als einen Eidbrecher betrachteten. Regardie begründete das Brechen seines Schweigegelübdes damit, dass das magische System des Golden Dawn in seiner Gesamtheit nicht verloren gehen dürfe, da es ein Schatz der gesamten Menschheit sei.

## Psychoanalytiker und Reichianer
Regardie begann in London Psychoanalyse zu studieren und kehrte später in die USA zurück, um Psychologie zu studieren. Seine Studien umfassten neben der Psychoanalyse Freuds auch die Psychologie Wilhelm Reichs und Carl Gustav Jungs.

## Späteres Lebenswerk
In vielen seiner Werke versuchte Regardie seine psychologischen Kenntnisse mit seinen magischen Vorstellungen zu verbinden. U.a. forderte er von Schülern des Okkulten eine vorausgegangene Psychoanalyse. Er distanzierte sich zeit seines Lebens von den Lehren Thelemas und Aleister Crowleys. Dennoch pflegte er weiterhin freundschaftliche Kontakte mit bekannten Thelemiten und arbeitete auch in der Ritualarbeit mit ihnen zusammen, wie zum Beispiel mit dem Autor und OTO-Mitglied Lon Milo DuQuette.
1982 weihte Regardie in Columbus, Georgia ein Gewölbe der Adepten und initiierte zwei Personen in den Adepus Minor Grad, um die Tradition des Golden Dawn wiederzubeleben. Ob er dazu überhaupt berechtigt war, ist äußerst umstritten. Trotzdem verdanken verschiedene, meist US-amerikanische okkulte Organisationen, die behaupten, in der direkten Nachfolge des ursprünglichen Golden Dawn zu stehen, ihre Existenz und Popularität in Wirklichkeit seinen okkulten Veröffentlichungen.
Regardie starb am 10. März 1985 in Sedona, Arizona an den Folgen eines Herzinfarkts.

## Werke (Auswahl)

### Englisch
- A Garden of Pomegranates. ISBN 0-87542-690-5 (kabbalistische Studien)
- The Middle Pillar. ISBN 1-56718-140-6.
- The Tree of Life. ISBN 0-87728-149-1.
- The Eye in the Triangle, an interpretation of Aleister Crowley Falcon Press, Las Vegas Nevada 1989, ISBN 0-941404-08-0.
- The Legend of Aleister Crowley zusammen mit P. R. Stephensen, New Falcon Publications, Las Vegas Nevada, ISBN 0-941404-20-X.
- The One Year Manual. ISBN 0-87728-489-X.
- Foundations of Practical Magic. ISBN 0-85030-237-4.

### Deutsch
- Die Elemente der Magie, Hamburg 1991, ISBN 3-499-18798-1
- Entspannung leicht gemacht: Das Praxisbuch für den Alltag Aurinia Verlag, Hamburg 2012, ISBN 978-3-943012-44-6.
- Das magische System des Golden Dawn, 3 Bände, 3. Aufl. Hrsg. von Hans-Dieter Leuenberger, Hermann Bauer Verlag, Freiburg i. Br. 1995/96, ISBN 3-7626-0505-X, ISBN 3-7626-0506-8 und ISBN 3-7626-0507-6.
- Die Legende von Aleister Crowley [gemeinsam mit P.R. Stephensen], Bohmeier 2005. ISBN 978-3-890944-30-2.
- Der Baum des Lebens: Eine Studie über Magie, Edition Seven Rites, Hrsg. von Bernd Wollsperger, 2024, ISBN  978-3-759796-91-2.